# Ernst-Adolf Zollmann
Ernst-Adolf Zollmann (* 7. Oktober 1943 in Pleiskehammer, Landkreis Crossen (Oder); † 31. März 1990 in Bremen) war ein deutscher Wirtschaftsprüfer und Politiker. Er war Mitglied der Bremischen Bürgerschaft (CDU).   

## Biografie
Zollmann  hatte Wirtschaftswissenschaften an der Universität Freiburg studiert und zum Dr. rer. pol. promoviert. Er war als Wirtschaftsprüfer in Bremen tätig.
Er war Mitglied in der CDU und in verschiedenen Funktionen tätig sowie im Vorstand der Jungen Union in den 1960/70er Jahren. Er war von 1981 bis 1987 in der 10. und 11. Wahlperiode sechs Jahre lang Mitglied der Bremischen Bürgerschaft und in der Bürgerschaft in verschiedenen Deputationen tätig.

## Werke
- Die Gemeindehaushaltsreform: Versuch einer Analyse ihrer sektoralen und gesamtwirtschaftlichen Auswirkungen.